# Megametr
Megametr (symbol: Mm) – wielokrotność metra, podstawowej jednostki długości w układzie SI. Jeden megametr równa 1 000 000 m. Jednostka może być zapisana jako 1 E+6 m (notacja naukowa) lub 1×106 m (notacja wykładnicza), co równa się 1 000 000 × 1 m.
Nie jest powszechnie używany jako jednostka odległości. Czasami używany w literaturze s-f.